# Nicholas (Olchovskij)
Nicholas (rodným jménem: Nikolaj Alexandrovič Olchovskij; * 17. prosince 1974, Trenton, New Jersey, USA) je americký kněz Ruské pravoslavné církve v zahraničí (RPCZ), metropolita Východní Ameriky a New Yorku a první hierarcha Ruské pravoslavné církve v zahraničí.

## Život
Navštěvoval ruskou farní školu sv. Alexandra Něvského v Lakewoodu ve státě New Jersey a poté Hamilton West High School. Poté vstoupil do Pravoslavného duchovního semináře v Jordanville, který dokončil roku 1998 s titulem bakalář teologie. Během studií v semináři pracoval v monastýru Svaté Trojice v Jordanville, kde působil v tiskárně a ikonopisecké dílně. Jeho práce v tiskárně pokračovala až do roku 2002.
Roku 1994 byl v chrámu Zesnutí přesvaté Bohorodice v Trentonu vysvěcen na čtece. Později začal studovat na State University of New York Technology School, kde roku 2000 získal bakalářský titul z informatiky a komunikace. Od března 1999 do března 2008 byl kelejníkem (pomocníkem) arcibiskupa Laura (Škurly).
Dne 12. června 2004 byl metropolitou východoamerickým a newyorským Laurem vysvěcen na diakona a vstoupil do monastýru Svaté Trojice.
V září 2008 začal působit v kanceláři Archijerejského synodu RPCZ.
V prosinci 2010 byl jmenován kurátorem Kurské ikony Matky Boží. Od ledna 2011 byl klerikem znamenského chrámu v New Yorku.
Dne 1. srpna 2012 byl v chrámu sv. Serafima v Sea Cliffu metropolitou Hilarionem (Kapralem) byl vysvěcen na jereje.
19. února 2014 byl Archijerejským synodem RPCZ vybrán jako vikář eparchie Východní Amerika a New York s titulem biskup manhattanský. Jeho volbu potvrdil Svatý synod Ruské pravoslavné církve 19. března 2014.
Dne 4. dubna 2014 byl v monastýru v Jordanville archimandritou Lukem (Murjankou) postřižen na monachu se jménem Nicholas k poctě svatého Nikolaje Japonského. Dne 27. dubna byl povýšen na archimandritu. Dne 28. června 2014 proběhlo oficiální jmenování biskupem a biskupská chirotonie proběhla o den později v San Franciscu. Hlavním světitelem byl metropolita Hilarion (Kapral).
Dne 17. května 2022 byl v souvislosti se smrtí metropolity Hilarionа (Kapralа) rozhodnutím synodu RPCZ jmenován výkonným ředitelem východoamerické diecéze.
Dne 13. září 2022 byl zvolen do čela ruské pravoslavné církve v zahraničí. Dne 14. září 2022 tuto volbu schválila svatá synoda ruské pravoslavné církve.

## Řády a vyznamenání

### Církevní
- 2019 – Synodální znamenský řád 2. třídy (RPCZ)